# Signo de Nikolski
El signo de Nikolski, llamado así por el dermatólogo ruso Piotr Vasílievich Nikolski, es un signo clínico dermatológico caracterizado por el levantamiento o desprendimiento de la epidermis por láminas, más o menos gruesas, cuando se frota la piel con una presión débil o moderada. El signo es positivo cuando al ejercer una suave presión existe desprendimiento de la piel, dejando zonas húmedas y rojas.
Está casi siempre presente en la necrólisis epidérmica tóxica. Además, el signo de Nikolski permite hacer el diagnóstico diferencial entre el pénfigo vulgar (positivo) y el penfigoide bulloso (cuando es negativo). El uso de la transliteración anglosajona 'Nikolsky' es abrumador pero incorrecto en español, debiéndose escribir 'Nikolski'.  
- Datos: Q691400